# Opération Epsilon

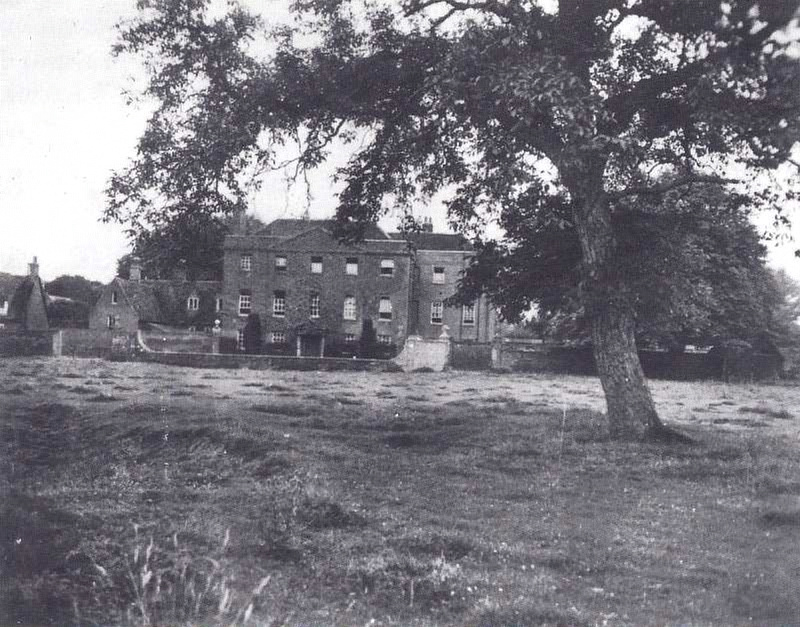
Farm Hall

L'opération Epsilon était le nom de code d'un programme dans lequel les Alliés occidentaux, à l'approche de la fin de la Seconde Guerre mondiale, cherchèrent à déterminer l'avancée de l'Allemagne nazie dans la fabrication d'une bombe atomique en détenant dix scientifiques allemands dont ils pensaient qu'ils avaient travaillé sur le programme nazi de bombe atomique et en écoutant leurs conversations
Ces scientifiques furent capturés entre le 1er mai et le 30 juin 1945 et internés en Angleterre dans une maison mise sur écoute, Farm Hall, située à Godmanchester près de Cambridge,  du 3 juillet 1945 au 3 janvier 1946. 

## Scientifiques allemands détenus
Les scientifiques étaient : 
- Erich Bagge (en) (1912-1996)
- Kurt Diebner (1905-1964)
- Walther Gerlach (1889-1979), découvreur de la quantification du spin avec Otto Stern en 1922 (expérience de Stern et Gerlach).
- Otto Hahn (1879-1968), prix Nobel de chimie 1944, père de la chimie nucléaire
- Paul Harteck  (1902-1985)
- Werner Heisenberg (1901-1976), prix Nobel de physique 1932, un des fondateurs de la mécanique quantique
- Horst Korsching (en) (1912-1998)
- Max von Laue (1879-1960), prix Nobel de physique 1914
- Carl Friedrich von Weizsäcker (1912-2007)
- Karl Wirtz (1910-1994)

## Transcription des écoutes
Les résultats des relevés des écoutes ne furent pas concluants. Le 6 juillet, les microphones captèrent la conversation suivante entre Werner Heisenberg et Kurt Diebner, qui avaient tous deux travaillé sur le projet nucléaire allemand:
Diebner : " Je me demande s'il y a des microphones installés ici ? "
Heisenberg : " Des microphones installés  (rire). Oh non, ils ne sont pas aussi mignons que ça. Je ne pense pas qu'ils connaissent les vraies méthodes de la Gestapo, ils sont un peu démodés à cet égard. "
La plupart des historiens s'accordent pour dire qu'il disait la vérité, et l'attitude de Heisenberg et des autres scientifiques durant tous les mois de leur détention et surtout leur réaction à la nouvelle fracassante de l'explosion de la bombe atomique était si authentique qu'il est presque inconcevable qu'elle ait été mise en scène.
Tous les scientifiques furent stupéfaits lorsqu'ils furent informés du bombardement atomique d'Hiroshima le 6 août 1945. Les transcriptions semblent indiquer que les physiciens, en particulier Heisenberg, ont soit surestimé la quantité d'uranium enrichi que la bombe atomique nécessitait ou l'ont consciemment exagérée, et que le projet allemand était, au mieux, aux toutes premières étapes théoriques de compréhension de la  façon dont une bombe atomique fonctionnait. Après des premières discussions pour savoir si l'information sur l'explosion d'Hiroshima était exacte ou non, les scientifiques allemands envisagèrent alors comment la bombe américaine avait été réalisée et pourquoi l'Allemagne n'avait pas été en mesure d'en produire une.
Le physicien Sébastien Balibar considère en 2019 que les Allemands se sont eux-mêmes volontairement privés de leurs meilleurs chercheurs juifs ou anti-nazis : « (Les Allemands) avaient fait fuir tant de savants qu’ils avaient ravagé la science de leur pays, laquelle était particulièrement brillante à l'époque, en particulier en physique nucléaire ». Certains scientifiques indiquèrent qu'ils étaient heureux qu'ils n'aient pas été en mesure de construire une bombe nucléaire pour Adolf Hitler, tandis que quelques-uns autres, ayant plus de sympathie pour le Parti nazi, furent consternés d'avoir échoué. Otto Hahn, un de ceux qui étaient reconnaissants que l'Allemagne n'ait pas construit une bombe, réprimanda ceux qui avaient travaillé sur le projet allemand, disant : « Si les Américains ont une bombe à l'uranium alors vous êtes tous de second niveau ."
Dans les transcriptions des conversations, il n'y a ainsi aucune preuve que Heisenberg ou ses collègues physiciens allemands aient tenté de perturber le programme nucléaire nazi mais cependant, il y a des preuves que certains d'entre eux dont Heisenberg étaient au courant des politiques d'assassinat nazies.